# میکروفن بی‌سیم

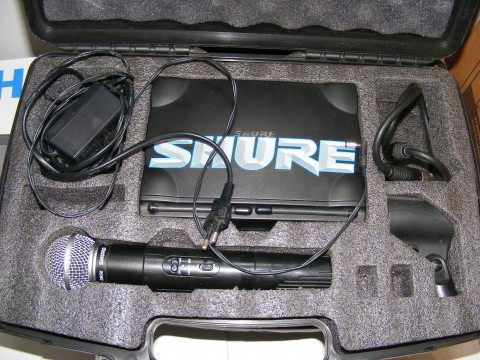
Wireless Mic

میکروفون بی سیم میکروفونی است که بدون کابل فیزیکی به تجهیزات ضبط صدا و تقویت کننده‌ها به صورت مستقیم وصل می‌شود و با آن در ارتباط است.
یکی از پرکاربردترین آنها میکروفن های یقه ای یا هاچ اف ها هستند.